# Diabolism
Diabolism e блек метъл група, основана в Бургас през 1994 година, активна до 2003 година. Идеята за името „Диаболизъм“ е вдъхновена от мистиката в природата и водещо началото си от древните езически ритуали на траки, славяни и прабългари.

## История
Групата съществува от лятото на 1994 година, когато Deimoz и Agarvaen се събират с Иван Ганчев-Чеха (ex. Biophobia). Тогава, под влиянието на Чеха и набиращата сила норвежка блек метъл вълна, е решено новата група да свири atmospheric black metal. Самата песен Creeping into the Grave е един остатък от предишния Death Metal проект на Agarvaen и Deimoz, наречен Infanticide. По това време съставът на Диаболизъм изглежда по следния начин: Чеха – вокали, Agarvaen – бас, Deimoz – китара, Пламен (Зомбата) – клавири, Михаела Стоева – цигулка, Радостин Димитров – барабани (негова е идеята за името на групата). Хармонията между членовете на групата благоприятства бързото и съзряване и поставянето на основата, върху която е изграден по-късният период на групата.
Усилените репетиции от края на 1994 година дават своя резултат и за около три месеца са създадени две нови песни – Freezing emotions under the dark clouds of my soul (включена в албума Endless Darkened Saga, издаден от музикална компания Wizard през 1997 г.) и ...The Hill of the Devil...The Hill of the Death... (нереализирана). Радостин, Пламен и Чеха влязоха в казармата, групата губи мястото си за репетиране в немската гимназия, Михаела се оттегля късната пролет на 1995, и до късната есен на същата година Deimoz и Agarvaen са единствените, които поддържат диаболистичния пламък.
Желанието за реализация на създадения материал подтиква Deimoz и Agarvaen да потърсят барабанист, който се появява в лицето на Angrist. Така в края на 1995 се оформя култовият състав на „Диаболизъм“. Този период е характерен с усложняването на композициите и подобряването на аранжиментите на песните. Постепенно Диаболизъм премина към езическо-историческа тематика. За по-малко от шест месеца са създадени парчетата за албума Endless Darkened Saga. Репетициите, отново в немската гимназия, са безкрайни и вдъхновяващи. Когато пристигна предложението за участие в ежегодния тогава Дет Фест в Бургас, групата решава да покаже на живо най-доброто от себе си. Вариантът на Epos for the pagan times of winter, включен в този диск, е от този фестивал, на който групата е удостоен със специалната награда на Graffiti студио-запис на своя песен. Така през септември 1996, за само 47 студийни часа е записан целия албум Endless Darkened Saga. Беше проявен интерес за издаване от страна на Wizard, стигна се до договор и през ранната пролет на 1997-а, албумът видя бял свят. През това време Диаболизъм провежда редица концерти в култовия клуб „Сатан“ в Бургас, заедно с водещите имена на бургаската метъл сцена. Най-якият концерт е в началото на лятото, заедно с Демонизъм и Иудициум, който се провежда пред близо шестстотин души, отново в „Сатан“. По това време бяха измислени песните „Мрачна прелюдия“, „Страната, гдето се раждат ветровете“ и почти изцяло Nebelwerfersflucht, вдъхновени от old-school pagan идеята. Когато вече всичко сочеше, че „Диаболизъм“ ще са от основните фигури на наближаващия Дет Фест, организаторите не им отреждат подобаващото им се място на фестивала. Това довежда до търкания в групата и тя почти се разпада, имайки предвид започналото следване на Agarvaen и влизането в казарма на Deimoz. Angrist замина за Германия и всичко изглежда приключило.
Към края на 1998 година, след като Deimoz се завръща от казармата, отново започва да се говори за Диаболизъм. Старите неразбирателства со отхвърлени и двамата с Agarvaen отново творят заедно. През 1999 година са измислени последните три песни на Диаболизъм: Pamirian call for holocaust, Celestial beauty disgraced и Tristia. Липсата на репетиционна, постоянната ангажираност на Agarvaen със следването му в друг град и отсъствието на Angrist от страната са непреодолима пречка за съществуването на Диаболизъм като група. В този момент се появява Firebliss (основната фигура в REUNION), който предлага на Agarvaen и Deimoz да запишат при него напълно безплатно една песен с програмирани барабани. Това вдъхва живот на групата и в началото на 1999 година е записана „Мрачна прелюдия“. По-късно Firebliss написа компютърни барабани и клавири за Nebelwerfersflucht, „Страната, гдето се раждат ветровете“, Epos for the pagan times of winter, Sunset in heroic shades / „Легенда за края на българското царство“ и Pamirian call for holocaust. Така става възможноу макар и без жив изпълнител на барабани „Диаболизъм“ да имат изяви на живо. Участват в Hysteria’99, после на рок фестивал в Разград през септември, отново в „Сатан“ през октомври (в състав с Angrist) и в края на 1999.
През 2000 година започна работа по записването на всички неиздадени песни при Firebliss. През пролетта работата по записите е прекъсната поради ангажименти на Deimoz и Agarvaen. През есента на същата година с Диаболизъм се свърза Кирил Ненов (ex-Саракт) от Пловдив с предложение музикантите да запишат нереализираните си песни в студио на негови разноски. И така през декември 2000 година в Пловдив са записани барабаните на всички песни създадени след Endless Darkened Saga. Впоследствие работата със студиото в Пловдив е прекъсната, но може да се каже, че Кирил Ненов има съществен принос за последвалата реализация на „Страната, гдето се раждат ветровете“, Nebelwerfersflucht и Tristia. След 1997 година групата съществува най-вече поради желанието на фенове като Firebliss и Киро Ненов, които оказват голяма помощ на групата. През лятото на 2001 Диаболизъм се свързват с Astaroth и в края на годината започва работа по три от песните записани в Пловдив. Записите са завършени към началото на лятото на 2002 година.
Последна изява на живо на членовете Deimoz и Agarvaen е на 25 януари 2003 година в „Роял Клуб“ Бургас.

## Дискография
Издадени са:
- 1997 – Endless Darkened Saga
- 2004 – Concealed Craft, Компилация
- 2006 – Concealed Craft, EP

## Състав
- Ивайло Братованов-Agarvaen – вокал (1994 – 2003)
- Златин Атанасов-Deimoz – китара (1994 – 2003)
- Радостин Димитров-Radogeddon – барабани (1994)
- Пламен-Zombata – клавири (1994)
- Михаела Стоева – цигулка (1994 – 1995)
- Иван Ганчев – вокал (1994)
- Калин Георгиев-Angrist – барабани (1995 – 1997)